# Трубаров, Виталий Николаевич
Виталий Николаевич Трубаров (укр. Віталій Миколайович Трубаров, род. 1973) — украинский хозяйственный деятель, кандидат наук по государственному управлению, руководитель Фонда государственного имущества Украины.

## Биография
В 1995 окончил Донецкий государственный технический университет по специальности инженер-экономист, 2001 году окончил Донецкий государственный технический университет, магистр государственной службы. До 2002 работал в частных коммерческих предприятиях, состоял в политическом блоке «За единую Украину!». С 2002 по 2006 работал в Фонде государственного имущества Украины, затем до 2007 заместитель начальника управления Донецкого областного совета, с 2009 по 2010 заместитель начальника Государственной налоговой инспекции в Ворошиловском районе города Донецка. В 2010 возвращается в ФГИУ, и с 6 сентября 2017 по 25 сентября 2019 руководил Фондом государственного имущества Украины.